# Jiří Kristián Lobkowicz (závodník)
Jiří Kristián Lobkowicz (do roku 1918 z Lobkowicz , 22. února 1907 Turnov – 22. května 1932 Berlín) byl český šlechtic příslušník mělnické větve rodu Lobkowiczů a český automobilový závodník.

## Život

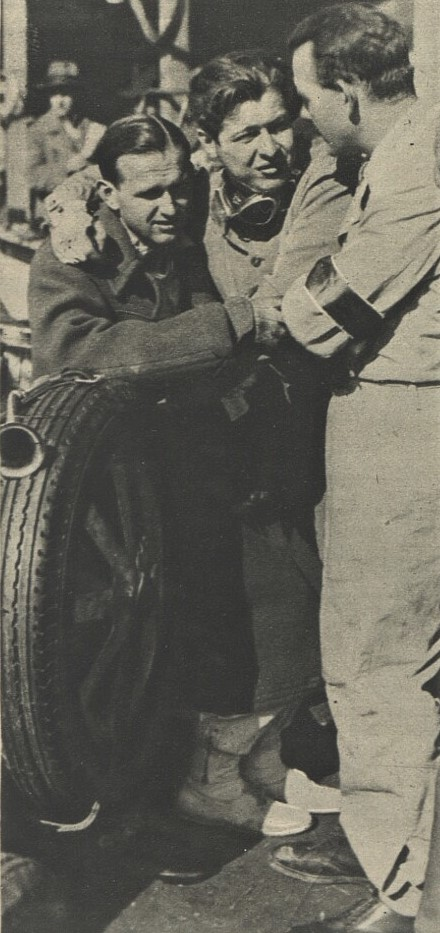
Jiří Lobkovicz po Masarykově okruhu, 1931

Jiří Kristián z Lobkowicz byl jediným synem knížete JUDr. Bedřicha z Lobkowicz (1881–1923) a Josefiny, rozené hraběnky z Thun-Hohensteinu (1886–1971). Narodil se v Turnově, kde jeho otec sloužil jako praktikant pražského místodržitelství při okresním hejtmanství.
Otec byl do roku 1918 byl dědičným členem panské sněmovny, šlechticem konzervativního, ale upřímného českého smýšlení. Po 1. světové válce byl československým kapitánem v záloze automobilového praporu č. 1 a po svém předčasném úmrtí (1923) byl pochován ve stejnokroji důstojníka československé armády. Matka Jiřího Lobkowicze byla sportovkyně a propagátorka tenisu.
Dědeček Jiřího Lobkowicze Jiří Kristián zastával v letech 1871–1908 funkci maršálka Českého království a politik, který na půdě zemského sněmu v Praze i říšské rady ve Vídni hájil práva království na autonomii uvnitř habsburského soustátí. Po tomto dědečkovi byl Jiří Kristián pojmenován.
Od roku 1914 Jiřího Kristiána soukromě v Lobkowiczkém paláci na Malé Straně v Praze vyučoval Vladimír Brychta. Poté navštěvoval jako jeho otec Státní akademické gymnázium v Praze, které tehdy sídlilo v ulici Na Příkopě 20. V letech 1917–1925 tam vychodil osm tříd. Ve společnosti okouzloval svou 183 centimetrů vysokou postavou. Přestože vášnivě vesloval, u vojenského odvodu prý neprošel pro chronický katar tenkého střeva. Věnoval se také dostihovému sportu.
Dne 8. září 1925 složil zkoušku z řízení automobilového vozidla. V letech 1925–1926 absolvoval studijní cestu do Anglie, kde se soustředil na metody a postupy řízení zemědělského podniku. Následujícího roku začal po dosažení zletilosti a svéprávnosti spravovat svůj majetek samostatně. Studia na Právnické fakultě Univerzity Karlovy v Praze nedokončil.
Zemřel 22. května 1932 ve věku 25 let a 3 měsíců v nemocnici Sct. Hildegard v Berlíně, kam byl převezen po havárii během automobilového závodu. Byl pochován v rodinné hrobce v Hoříně.

## Majetek
Otec Jiřího Kristiána zemřel v roce 1923 předčasně ve věku 41 let. Do Jiřího zletilosti byli poručníky matka Josefina a strýc Jan Adolf (1885–1952). Vedení svých velkostatků Mělník, Rožďalovice a Drhovle se ujal v roce 1926.
Součástí mělnického velkostatku byl zámek v Hoříně, Mělníku a Pšovce a vinařský podnik. Byl majitelem mlýna a parostrojního pivovaru ve Pšovce. Tento pivovar ovšem směnil s Leopoldem z Lobkowicz (1888–1933) za vinařství v Dolních Beřkovicích. Rozlohu svých vinic rozšířil o 14 hektarů na celkem 40 hektarů. Velkostatek měl také v Drhovli-Čížové na Písecku, jehož součástí byla obora Sedlice.
Zámek ve Vráži prodal 25. října 1926 Pomocnému spolku pro péči a zdraví úředníků a zřízenců v Praze I. za 1 025 000 Kč. Lobkovický palác na Malé Straně v Praze, hlavní sídlo mělnické sekundogenitury, prodal i s knihovnou Československé republice 15. listopadu 1927 za 15 milionů korun. V roce 1930 prodal velkostatek Rožďalovice se zámkem, ponechal si jen lesní hospodářství.

## Závodní kariéra
Na závodních okruzích a v závodech do vrchu se objevil v roce 1928. V letech 1928–1932 se zúčastnil asi jen 15 závodů. Lobkowicz náležel do generace závodníků o něco mladších, než byla legendární Eliška Junková. Jeho vrstevníkem byl Bruno Sojka a nerozlučnou dvojici tvořil se Zdeňkem Pohlem. Aby před rodiči utajili své prvé starty na závodech, zapisovali se do startovních listin pod krycími jmény, Lobkowicz jako HÝTA, Pohl jako BAŠUL. Později používal Pohl pseudonym HÝTA II.

### Závody do vrchu 1928–1930
Poprvé startoval 21letý Lobkowicz 26. srpna 1928 v závodě do vrchu Mělník-Pšovka, avšak do cíle na svém 3,5 litrovém Austro-Daimleru pro poruchu nedojede. Skončil prý už po 1200 metrech, protože ve vysoké rychlosti zařadil zpátečku, což roztrhlo skříň převodovky. Úspěšný nebyl ani na jaře v závodu do vrchu Zbraslav-Jíloviště. V tréninku na tento závod 27. dubna 1929 narazil na telegrafní sloup v tzv. „metalurgické zatáčce“ na Baních. Vyváznul sice bez zranění, ale poškozený vůz Bugatti 37A (12ventilový čtyřválec o zdvihovém objemu 1496 cm3 s kompresorem a výkonem 90 k/66,2 kW) již do závodu nešlo opravit.
Na Bugatti T 37A v závodech do vrchu velkého formátu Brno—Soběšice (23. června 1929) byl v závodních vozech na 3. místě (v kategorii do 1,5 l na 2. místě), v závodě do vrchu na Křivoklátě skončil 28. července na 2. místě za Vlastimilem Horákem na Bugatti T35B (ten se zabil na podzim na Ecce Homo), na Gaisbergu u Salcburku vyhrál kategorii závodních automobilů (6. září), na Ecce homo (22. září 1929) vyhrál třídu závodních vozů do 1,5 l a celkově mezi závodními vozy skončil na 2. místě za Hansem von Stuckem na Austro-Daimleru.
Na závodě Mistrovství Evropy do vrchu Zbraslav – Jíloviště, které se jelo 11. května 1930, na novém Bugatti T35C ( (osmiválcový motor s 24 ventily o zdvihovém objemu 1 991 cm3 a výkonu 120 k/88,3 kW) skončil jako nejlepší domácí jezdec závodu. Zvítězil v kategorii závodních vozů do 2,0 l v čase 3:04,3 a vytvořil nový rekord třídy. V létě 1930 startoval v Rakousku, 31. srpna do vrchu Gaisberg a 14. září do vrchu Semmering.

### Masarykův okruh 1930

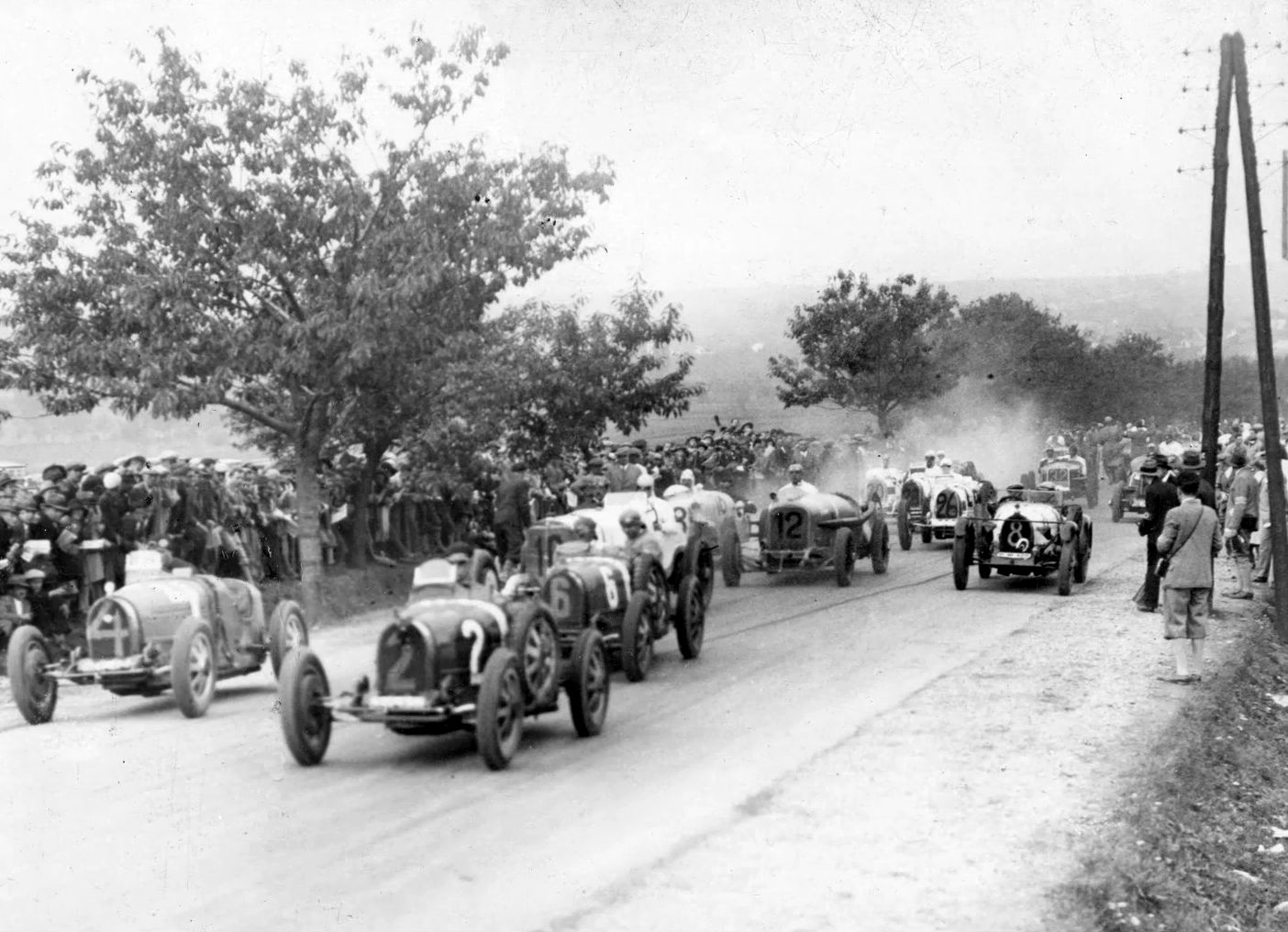
Start závodu na Masarykově okruhu v Brně roku 1930, č. 2 Jiří Kristián z Lobkowicz, č. 6 Otakar Bittmann, č. 12 Jindřich Knapp, č. 18 Josef Veřmiřovský, částečně zakryt č. 10 Rudolf Caracciola

Na premiérovém závodu na Masarykově okruhu (28. září 1930) se mu však nedařilo. Udivil své přátele i veřejnost startem na Masarykově okruhu, kde dlouho byl v konkurenci závodnických es jako byli Morgen, Caracciola, Nuvolari, Borzachini a Burgaller na 6. místě (na Bugatti v silnější kategorii nad 1,5 l). Pozici ztratil v 5. kole pro poruchu zapalovací magnetky (prasklé kladívko odtrhovače). Ač ho porucha stála víc než hodinu času, pokračoval v závodu. V době, kdy závod na 17 kol oficiálně skončil, měl ujeto 14 kol a obsadil by v této kategorii 6. místo; pro malou ujetou vzdálenost nebyl klasifikován.

### Závody do vrchu 1931

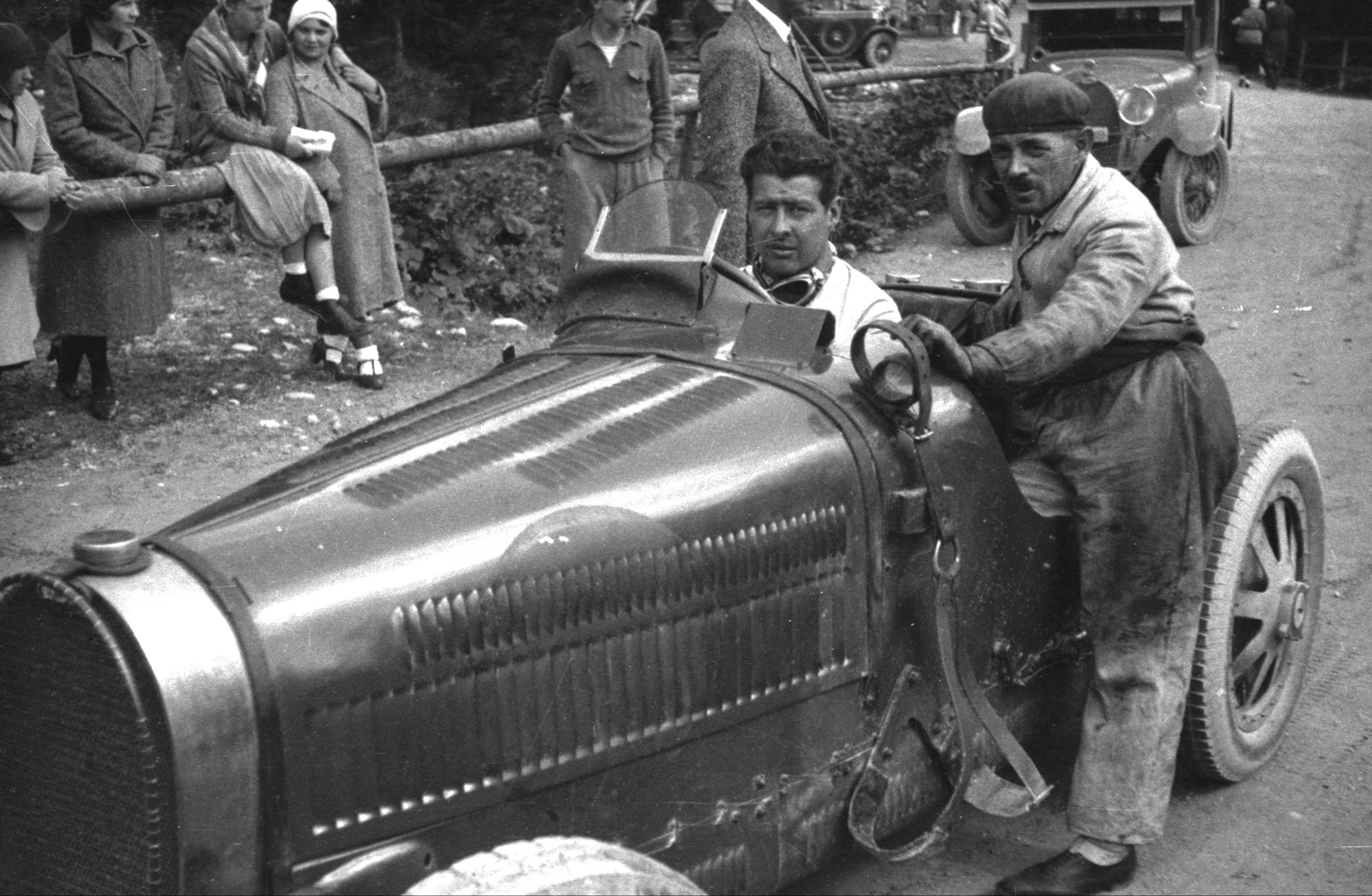
Jiří Lobkovicz na IV. ročníku mezinárodních tatranských závodů do vrchu (1931)

Rok 1931 zahájil na závodě Mistrovství Evropy do vrchu Zbraslav – Jíloviště (31. května 1931) a opět vyhrál jako Hýta I svou kategorii a docílil nejlepšího času z čs. jezdců. Závod odjel na Bugatti 35C (osmiválcový motor s 24 ventily o zdvihovém objemu 1 991 cm3 a výkonu 120 k/88,3 kW). Svůj loňský čas vylepšil na 2:47,56 min a překonal opět rekord třídy závodních vozů 1500–2000 cm3. Do trvalého vlastnictví tak získal Bondyho putovní cenu. Celkovým vítězem kategorie závodních vozů se stal Hans Stuck na závodním Mercedesu (2:42,84 min). V závodních automobilech skončil Lobkowicz na 6. místě. Celkovým vítězem závodu se však stal Rudolf Caracciola na sportovním Mercedesu Benz SSKL (2:42,73).
V sezóně 1931 dále startoval do vrchu Gaisberg u Salcburku (9. srpna), ale havaroval v tréninku bez zranění. Na svém starším voze Bugatti 37A v samotném závodě vyhrál kategorii závodních vozů do 1,5 l. Na polském závodu do vrchu v Tatrách u Zakopaného (Wyścig Tatrzański) v kategorii závodních vozů (1500–3000 cm3) již na opraveném Bugatti 35C obsadil 2. místo, v závodě do vrchu ve slezském Schreibenau (Sklarska Poreba) v Krkonoších na Bugatti 35C skončil 2. v kategorii závodních vozů do 2,0 l (22. srpna) a přečkal šťastně nehodu v závodě do vrchu Ploskovice-Horní Řepčice u Litoměřic .

### Masarykův okruh 1931
Na konci sezony 1931 startoval 27. září již pod vlastním jménem J. K. Lobkowicz na Bugatti T51 o objemu 2,3 l (dvouvačkový řadový osmiválec 2262 cm3, výkon 160 k/118 kW, rychlost přes 220 km/h) v II. ročníku závodu na Masarykově okruhu, kde oslavil největší úspěch své závodní kariéry. Tento vůz zakoupil přímo od Achille Varziho, který s ním 29. března 1931 vyhrál na okruhu Kartágo Velkou cenu Tunisu, ale pak se stal továrním jezdcem ve stáji Automobiles Ettore Bugatti a tento vůz de facto nepotřeboval. Mnozí závodníci odpadli ze závodu (mj. Nuvolari, Fagioli, Varzi, Caracciola), ale v poli, které vedli Chiron, Stuck a Morgen, dojel jako čtvrtý Lobkowicz za Louisem Chironem (Bugatti), Hansem Stuckem (Mercedes) a Heinrich-Joachimem von Morgenem (Bugatti) v čase 4:33:50,5 hod., tzn. v průměrné rychlosti 108,5 km/hod. Získal řadu cen: jako 4. klasifikovaný po nejlepších časech dne získal první cenu této skupiny, peněžitou cenu 15 000 Kč, stříbrnou plaketu a na rok mu za nejlepší výkon československého jezdce byla propůjčena čestná putovní cena Elišky Junkové. Jeho výkon, když byl klasifikován na 4. místě, je nejlepším výsledkem, kterého dosáhl český jezdec na tratích Grand Prix. Sportovní komise Autoklubu Republiky Československé ho vyznamenala za skvělý výkon na Masarykově okruhu a udělila mu koncem roku 1931 svůj zlatý odznak.

### Rok 1932

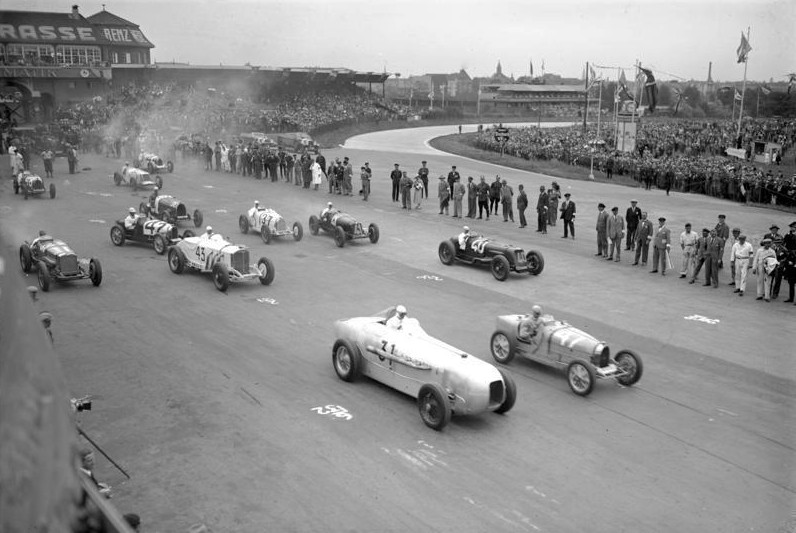
Start závodu na okruhu AVUS v Berlíně, 22. května 1932

Pro rok 1932 přesedlal ze stroje Bugatti 51 o objemu válců 2,3 l na pětilitrový typ Bugatti 54 (řadový osmiválec o zdvihovém objemu 4 972 cm3, s rozvodem 2x OHC a výkonem v rozmezí 275–300 k/202–220 kW) a za první start sezony si zvolil závod 22. května na dráze Avus u Berlína. To byl jeho poslední závod.

## Tragická havárie
Neštěstí se událo hned v prvním kole závodu, přibližně na osmém kilometru trati. U vjezdu do jižní zatáčky byl Lobkowicz na 4. nebo 5. místě vedle německého závodníka Hanse Lewyho. Brzo po tom, co vozy minuly stanoviště policejní hlídky, při pokusu o předjíždění Lobkowiczův vůz náhle dostal smyk, zřejmě následkem prasknutí pneumatiky. V příští chvíli se řítil vůz pouze na levých kolech, šikmo přes trávník a přes střední dělicí pás, jenž odděloval obě ramena závodní dráhy. Vůz se převrhl ve směru proti jízdě, přičemž kusy roztříštěných kol byly vymrštěny vysoko do vzduchu, roztříštil se o stromy, prorazil křoví na straně ke kolejím berlínské S-Bahn a dopadl k náspu tratě asi 4 metry vysokého. Závodník byl vymrštěn z vozu a dopadl těsně vedle kolejí; policie a záchranná služba jej nalezly zalitého krví a v bezvědomí. Lobkowicz byl hned přepraven do nemocnice Sv. Hildegardy v Berlíně-Charlottenburgu, ale už při transportu zemřel. Je pochován v rodinné hrobce v Hoříně u Mělníka.
Zdeněk Pohl převzal havarovaný Lobkowiczův vůz, přestavěl jej a znovu použil v závodech. Vozidlo později koupil britský sběratel C. W. P. (Peter) Hampton a rekonstruoval jej. Opravený automobil měl být v roce 2013 dražen v aukčním domě v Bonhams v Paříži, ale při základní nabídce mezi 2,5 a 3,5 miliony EUR nebyl prodán.

## Vzpomínkové akce
- V letech 1932–1938 se jezdil v Pardubicích plochodrážní závod Memoriál J. K. Lobkowicze založený Františkem Hladěnou.
- V květnu 2012 se v Národním technickém muzeu uskutečnil odborný seminář Jiří Kristián z Lobkowicz k významné osobnosti českého automobilového sportu[34]
- Obnovený Závod historických vozidel 1000 mil československých (1970) se jel v roce 2010 a 2013 jako Pohár knížete Jiřího Kristiána z Lobkowicz.[18][35]
- Pamětní deska J. K. Lobkowicze na jeho rodném domě v Palackého ulici č. 440 v Turnově byla odhalena 22. května 2014.[36]
- Výstava veteránů, soutěž elegance a vytrvalostní jízda (se v září 2017 uskutečnila jako Memoriál Jiřího Kristiána z Lobkowicz[37]
- Mezinárodní závod závodních automobilů Mělnický okruh se jel v roce 2019 jako Pohár Jiřího Kristiána z Lobkowicz[38]

## Úspěchy
- 4. místo v závodě silnější kategorie nad 1,5 l na Masarykově okruhu v Brně (1931)
- vítězství v kategorii závodní vozů do 2,0 l v čase 3:04,3, vytvořil nový rekord této kategorie na závodu Mistrovství Evropy do vrchu Zbraslav – Jíloviště (1930)
- vítězství v kategorii závodní vozů do 2,0 l v čase 2:47,56, vytvořil nový rekord této kategorie na závodu Mistrovství Evropy do vrchu Zbraslav – Jíloviště (1931)

## Galerie

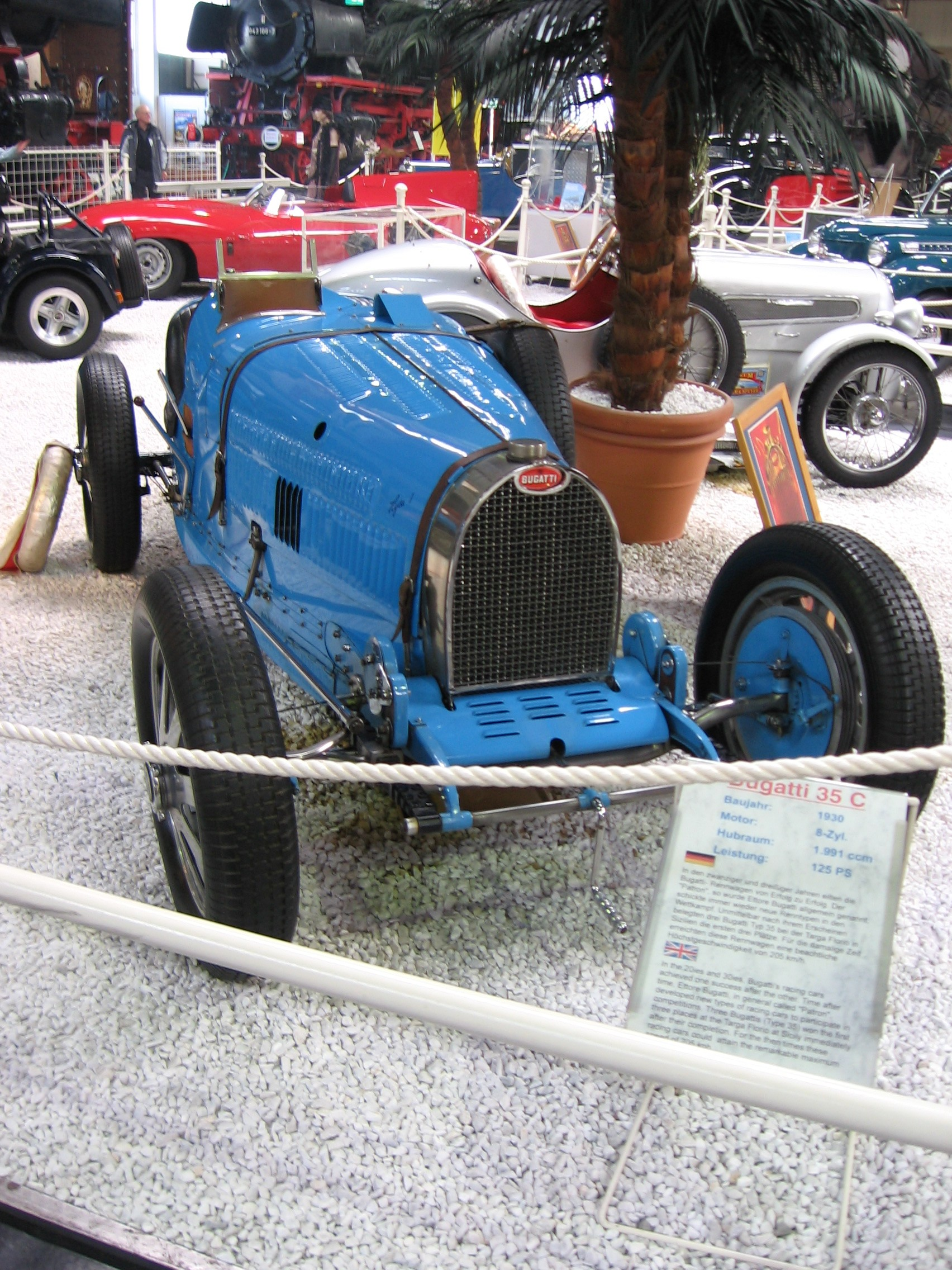
Bugatti Type 35C
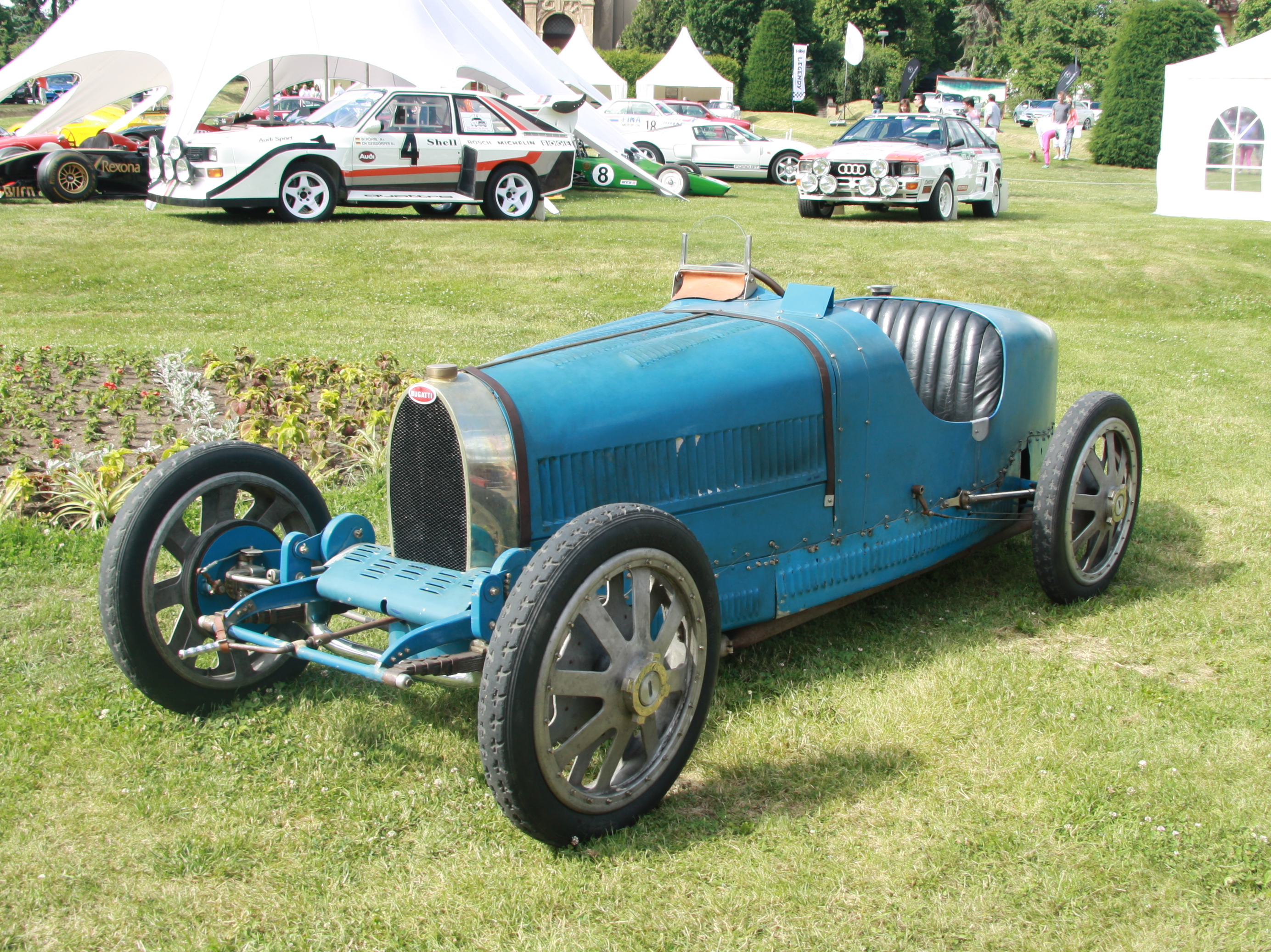
Bugatti Type 37
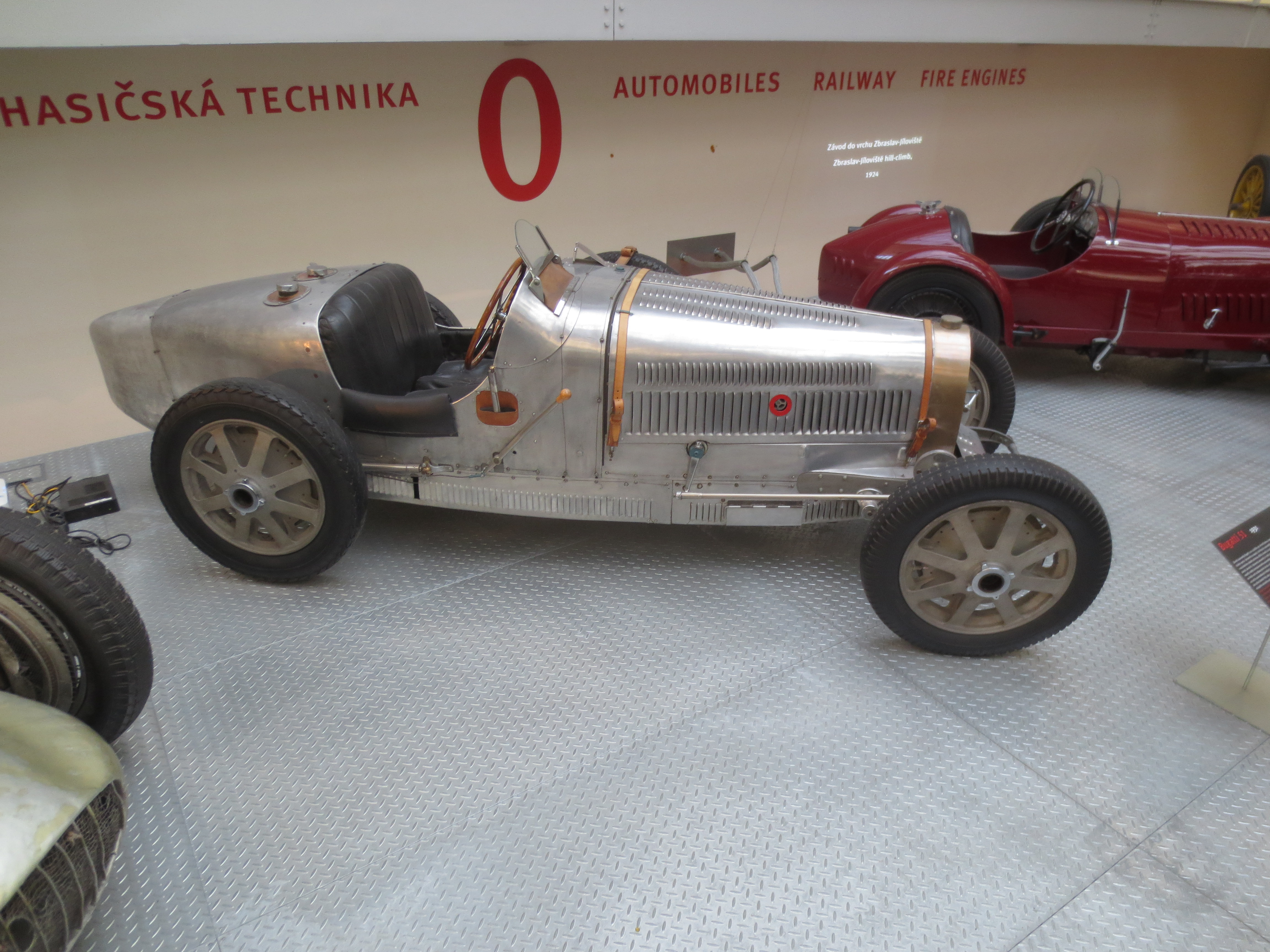
Bugatti Type 51
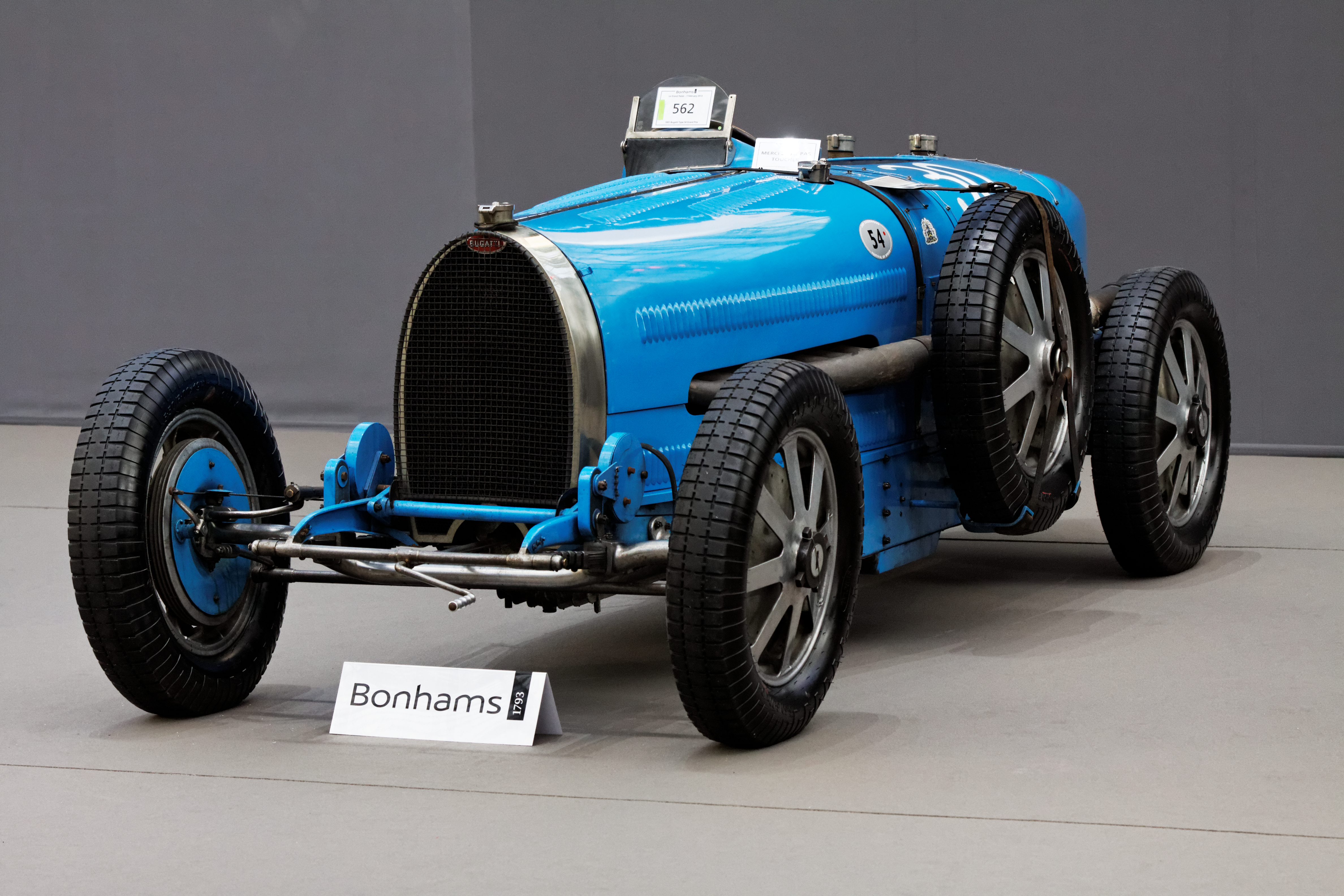
Bugatti Type 54, rekonstruovaný vůz Jiřího Lobkowicze z roku 1931
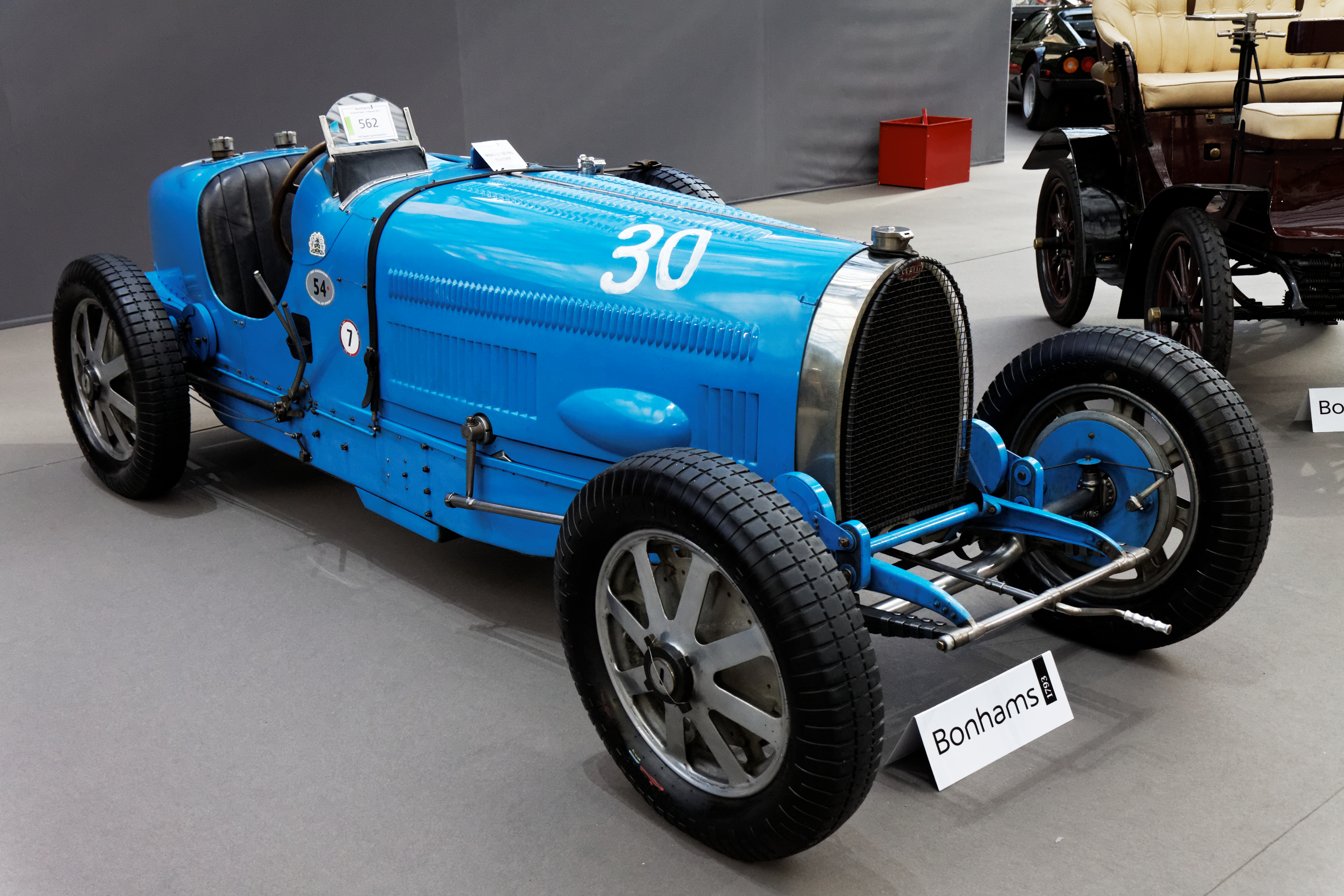
Bugatti Type 54 Grand Prix 1931 (Paříž 2013)
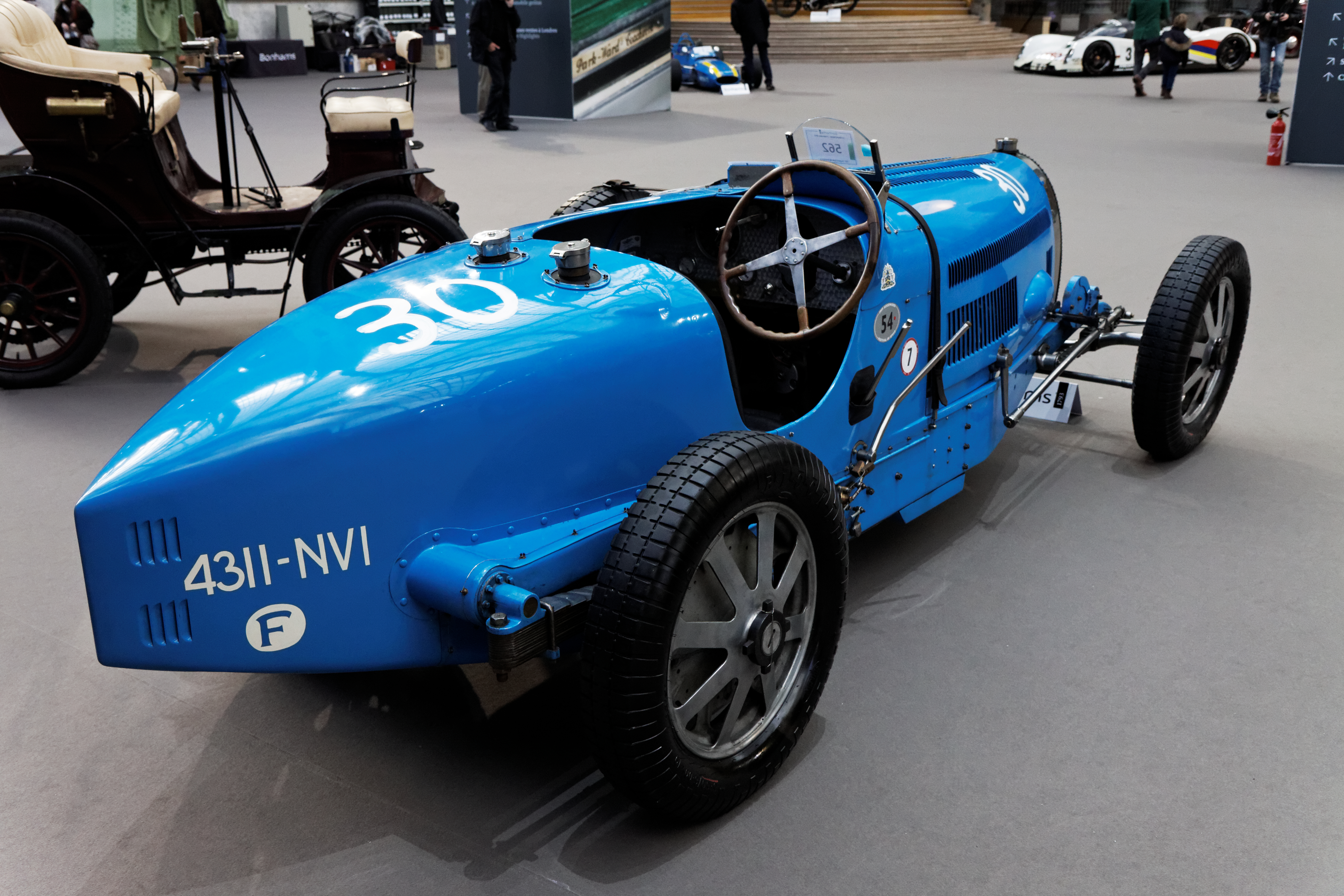
Bugatti Type 54 Grand Prix 1931 (Paříž 2013)